# Яришмарди
Яришмарди (рос. Ярышмарды) — село у Шатойському районі Чечні Російської Федерації.
Населення становить 60 осіб. Входить до складу муніципального утворення Яриш-Мардинське сільське поселення.

## Історія
Згідно із законом від 20 лютого 2009 року органом місцевого самоврядування є Яриш-Мардинське сільське поселення.

## Населення
| 1990 | 2002 | 2010 | 2012 | 2013 | 2014 | 2015 |
| ---- | ---- | ---- | ---- | ---- | ---- | ---- |
| 277  | ↘0   | ↗49  | ↗54  | ↗64  | ↘60  | ↗61  |
| 2016 | 2017 | 2018 | 2019 |      |      |      |
| ↗64  | →64  | ↘60  | →60  |      |      |      |